# Yik'in Chan K'awiil
Yik'in Chan K'awiil (K'awiil el Oscurecedor del Cielo fl. 734 – c. 766) fue el vigésimo séptimo gobernante de Tikal. Gobernó esa ciudad-estado desde 734 hasta alrededor de 746 d. C. Yik'in Chan K'awiil fue uno de los más prestigiosos reyes de Tikal. Antes de los avances en el desciframiento de la escritura maya era conocido como Gobernante B.

## Vida

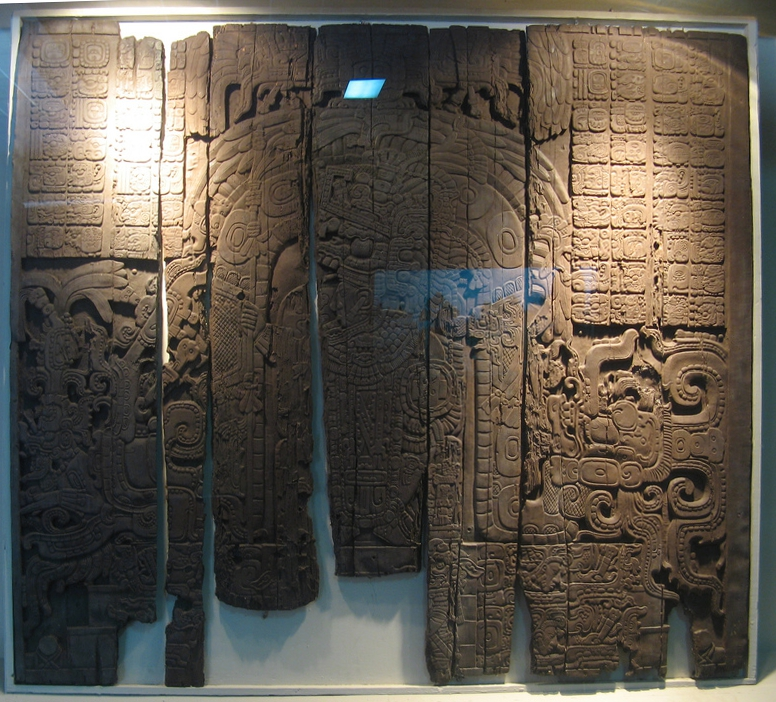
Templo IV, en el sitio maya de Tikal, Petén, Guatemala.

Yik'in Chan K'awiil fue identificado por epigrafistas mayistas como el gobernante 27 en la sucesión dinástica de Tikal. Fue hijo de Jasaw Chan K'awiil I y de la señora Lachan Une' Mo', princesa de Topoxté. Su esposa fue Shana'Kin Yaxchel Pacal (o Arrendajo Verde en la Pared) de Lakamha.
Aunque no se ha identificado su fecha de nacimiento, se sabe que ascendió al trono al fallecer su padre, lo cual sucedió el 8 de diciembre de 734 d. C. Su ascensión fue registrada en dos lugares: la Estela 21 y la Estela 5.
Yik'in Chan K'awiil fue uno de los gobernantes más expansionistas y exitosos de Tikal, consolidando las conquistas políticas ganadas por su padre Jasaw Chan K'awiil I. 
Yik'in K'awiil conquistó Calakmul en 736 así como dos aliados de Calakmul en 743 y 744. Con las conquistas de El Perú al este y El Naranjo al oeste destruyó el lazo de poder que había dominado el área.
Durante su reinado se llevaron a cabo prolíficas obras de construcción en la ciudad de Tikal. Muchas de las estructuras arquitectónicas encargadas o extendidas bajo su dirección todavía están en pie. Antes de que los avances en el desciframiento de la escritura maya finalmente revelaron su nombre, era conocido como el "Gobernante B" de Tikal por los investigadores.
La fecha de muerte de Yik'in Chan K'awiil se desconoce, pero se considera que ocurrió en 766 d. C. No se sabe exactamente donde está ubicada su tumba, pero los fuertes paralelismos  arqueológicos entre la Entierro 116 (la tumba de su padre) y Entierro 196, ubicado en una diminutiva pirámide inmediatamente al sur del Templo II, conocida como Estructura 5D-73, sugiere que ésta puede ser la tumba de Yik'in Chan Kawiil. Otros posibles candidatos como santuarios funerarios son  Templo IV y Templo VI.